# Национальная энергетическая программа
Национа́льная энергети́ческая програ́мма (англ. National Energy Program, NEP) — энергетическая политика Правительства Канады с 1980 по 1986 год. Была разработана министром энергетики Марком Лалондом под руководством либерального правительства премьер-министра Пьера Трюдо и осуществлялась Министерством энергетики, рудников и ресурсов.

## Описание
НЭП была введена вследствие энергетических кризисов 1970-х. Из-за высоких цен на нефть ускорилось развитие и увеличилось значение некоторых экономических проблем, которые начали появляться ещё в 1970-е гг. Инфляция, как правило, находилась на уровне 9—10 процентов в год, а учётная ставка превышала 10 процентов. В восточных провинциях наблюдалась массовая безработица. НЭП была разработана для продвижения нефтяной независимости Канады, поддержки снабжения нефтью, особенно промышленной базы Восточной Канады, создания федеральной монополии в энергетических отраслях промышленности, содействия снижению цен в Канаде, разведке на нефть, внедрению нетрадиционных источников энергии и для увеличения федеральных доходов от продажи нефти посредством различных налогов и соглашений. Введение в рамках НЭП налога на нефтегазовые доходы (ННГД) привело к двойному налогообложению, притом что в сфере производства других сырьевых товаров, например золота и меди, таких ужесточений не было введено. Программа должна была «… перераспределить доход от [нефтяной] промышленности и снизить стоимость нефти для Канады…» с целью защитить канадскую экономику от резкого повышения мировых цен на нефть. Сохраняя внутренние цены на нефть ниже мировых рыночных цен, НЭП по существу субсидировала всех канадских потребителей топлива.

### Предпосылки федеральной энергетической политики
В тот период истории Канады цены на нефть и природный газ в Канаде устанавливало федеральное правительство (точнее, Национальный энергетический совет, НЭС). Ни производители, ни потребители не платили за ресурсы по мировым ценам. Эти субсидии имели несколько побочных эффектов: рост внешнеторгового дефицита, федерального бюджетного дефицита, реальных процентных ставок и инфляции.

### Детали программы
Национальная энергетическая программа «… основывалась на трёх принципах: 1) бесперебойность поставок и максимальная независимость от мирового рынка, 2) возможность для всех канадцев участвовать в капиталах энергетической, особенно нефтегазовой, промышленности и в прибылях от её расширения и 3) справедливость ценовой и распределительной политики с учётом потребностей и прав всех канадцев».
«Основные элементы программы:
а) смешанная, „канадская“ цена на нефть, среднее из цен импортной и внутренней нефти, которое будет постепенно и предсказуемо увеличиваться, но останется значительно ниже мировых цен и никогда не составит более 85 процентов самой низкой из цен импортной нефти или цены на нефть в США, и которое будет финансироваться за счёт нефтяного компенсационного налога, взимаемого с субъектов нефтепереработки…;
б) цены на природный газ, которые будут расти медленнее цен на нефть, но будут включать новый растущий федеральный налог на природный газ и газоконденсаты;
в) налог на нефтегазовые доходы в 8 процентов от чистой выручки до арендной платы и других вычетов затрат на производство нефти и природного газа в Канаде…;
г) отмена скидок на истощение для разведки и разработки нефти и газа, которые будут заменены новой системой прямых поощрительных платежей, вводящихся для стимулирования инвестиций со стороны канадских компаний, и дополнительными средствами поощрения разведки канадских земель;
д) федеральная доля в доходе от нефтедобычи на скважину, которая к 1983 вырастет с прежних 10 до 24 процентов, тогда как доля добывающих провинций снизится с 45 до 43 процентов, а добывающих компаний — с 45 до 33 процентов за тот же период.
е) дополнительные средства поощрения экономии энергии и перехода на отличные от нефти ресурсы, особенно в Восточной Канаде, в том числе расширение газопроводной системы до города Квебека и приморских провинций и дополнительные транспортные расходы, перекладывающиеся на производителя; и
ж) сбор на канадскую собственность для содействия приобретению канадских производств одной или нескольких многонациональных нефтяных компаний с целью к 1990 повысить долю канадской собственности в нефтегазовом производстве как минимум до 50 процентов, получить контроль над значительным числом крупных нефтегазовых корпораций и быстро увеличить долю нефтегазового сектора в собственности Правительства Канады».
Совокупный эффект от изменения доли в доходе на скважину (пункт д) вместе с нефтяным компенсационным налогом (пункт а) означали, что к 1983 доля федерального правительства должна быть в значительной степени увеличена с 10 до 36 процентов, тогда как провинциальная и корпоративная доли снизятся с 45 процентов каждая до 36 и 28 процентов, соответственно. Таким образом, провинция должна будет получать на 20, а отрасль — на 40 процентов меньше.

## НЭП и федеральный бюджет
Бюджет федерального правительства на 1980 год, разработанный министром финансов Алланом Макикеном предусматривал сокращение федерального дефицита с 14,2 миллиарда $ в 1980 до 11,8 миллиарда $ в 1984 финансовом году в основном за счёт значительного увеличения государственных доходов от нефтегазового сектора при сохранении уровня расходов. Некоторые экономисты предполагали, что НЭП помешает крупным нефтяным инвестиционным проектам и таким образом сократит предполагаемые доходы. По неизвестной причине, возможно заключённой в самой НЭП, эта программа не смогла достичь планируемого уровня государственных доходов, и к 1983 Министерство финансов заключило, что действия федерального правительства привели к структурному дефициту в 29,7 миллиарда $, который вырос с 3,5 процента ВНП в 1980 году до 6,2 процента ВНП в 1983 году.

## НЭП и падение цен на энергоресурсы
Спад цен на энергоресурсы в начале 1980-х побудил федеральное и провинциальные правительства пересмотреть свои соглашения о распределении государственных доходов. Обновлённые соглашения принимали во внимание рост доходов на 4,2 миллиарда $ (1,7 миллиарда $ федерального правительства и 1,2 миллиарда $ провинциального правительства и бизнеса), что составляло 30 процентов роста, который мог бы наблюдаться при использовании мировых цен. Интересно, что при НЭП промышленность в действительности находилась под сильным влиянием не падения мировых цен на нефть, а прямых убытков правительств, означавших, что промышленность функционировала в период НЭП при относительно неизменных «канадских» ценах на нефть (пункт а Национальной энергетической программы).

## Реакция Западной Канады
Программа была крайне непопулярна в Западной Канаде, особенно в Альберте, где добывались основные объёмы канадской нефти. В соответствии с конституцией природные ресурсы относятся к сфере провинциальной юрисдикции, поэтому многие альбертцы рассматривали НЭП как вредное вмешательство федерального правительства в дела провинции.
Особенное возмущение вызывал премьер-министр Пьер Трюдо, а старейший чиновник в либеральном правительстве Трюдо Эд Кларк, помогавший в разработке Национальной энергетической программы, заработал себе этим прозвище «Красный Эд» (англ. Red Ed) от альбертской нефтяной промышленности. Вскоре после прихода к власти Брайана Малруни Кларк был уволен.
Ответственной за выполнение большинства положений Программы была назначена государственная нефтяная компания Petro-Canada со штаб-квартирой в Калгари, поэтому противники Национальной энергетической программы стали называть Центр Petro-Canada в Калгари «Красной площадью» (англ. Red Square). Во время НЭП был популярен и наклеивался на бамперы многих машин западный лозунг: «Пусть восточные ублюдки замёрзнут в темноте» (англ. Let the Eastern bastards freeze in the dark).
Премьер-министр Альберты Питер Локхид выступил по национальному телевидению с заявлением, что поставки нефти и нефтепродуктов в остальную Канаду будут прекращены, а федеральное правительство будет вынуждено импортировать более дорогую сырую нефть. Локхид также прекратил разработку нескольких месторождений нефтеносного песка. После переговоров между Трюдо и Локхидом НЭП была пересмотрена и было принято соглашение о том, что цена так называемой «новой» канадской нефти (выявленной после 31 декабря 1980) со временем вырастет до мировой цены, но потолок «старой» нефти будет по-прежнему составлять 75 % мировой цены.

## Влияние на Западную Канаду
Необходимо рассмотреть структуру ВВП, федеральные налоги на душу населения (НЭП была федеральной программой), цены на жилые здания и помещения и уровень банкротств за годы действия программы (1980—1985). С точки зрения цен на жилые здания и помещения и уровня банкротств, Альберта отличается от других регионов страны, что позволяет понять, были ли проблемы, вызванные экономическим спадом начала 1980-х, более остры в Альберте именно из-за НЭП.

Долгосрочные цены на нефть, 1861—2007 (верхний график очищен от инфляции).

### Альбертский ВРП
Некоторые учёные оценивают убытки Альберты от НЭП в 50—100 миллиардов $, а в расчёте на душу населения — 18 000 $.
Во время действия НЭП, с 1980 по 1986, альбертский годовой ВРП колебался от 60 до 80 миллиардов $. Хотя и неясно, учитывался ли при оценке спад мировых цен на сырую нефть, который начался всего лишь через несколько месяцев после вступления в действие НЭП, на графике долгосрочных цен на нефть видно, что цены, очищенные от инфляции, к 1985 году так и не упали ниже уровня, наблюдавшегося до 1980 года. НЭП была прекращена в 1986 — таким образом, она действовала пять лет, в течение которых цены на нефть оставались рекордно высокими, и помешала экономике Альберты в полной мере воспользоваться этой ситуацией.

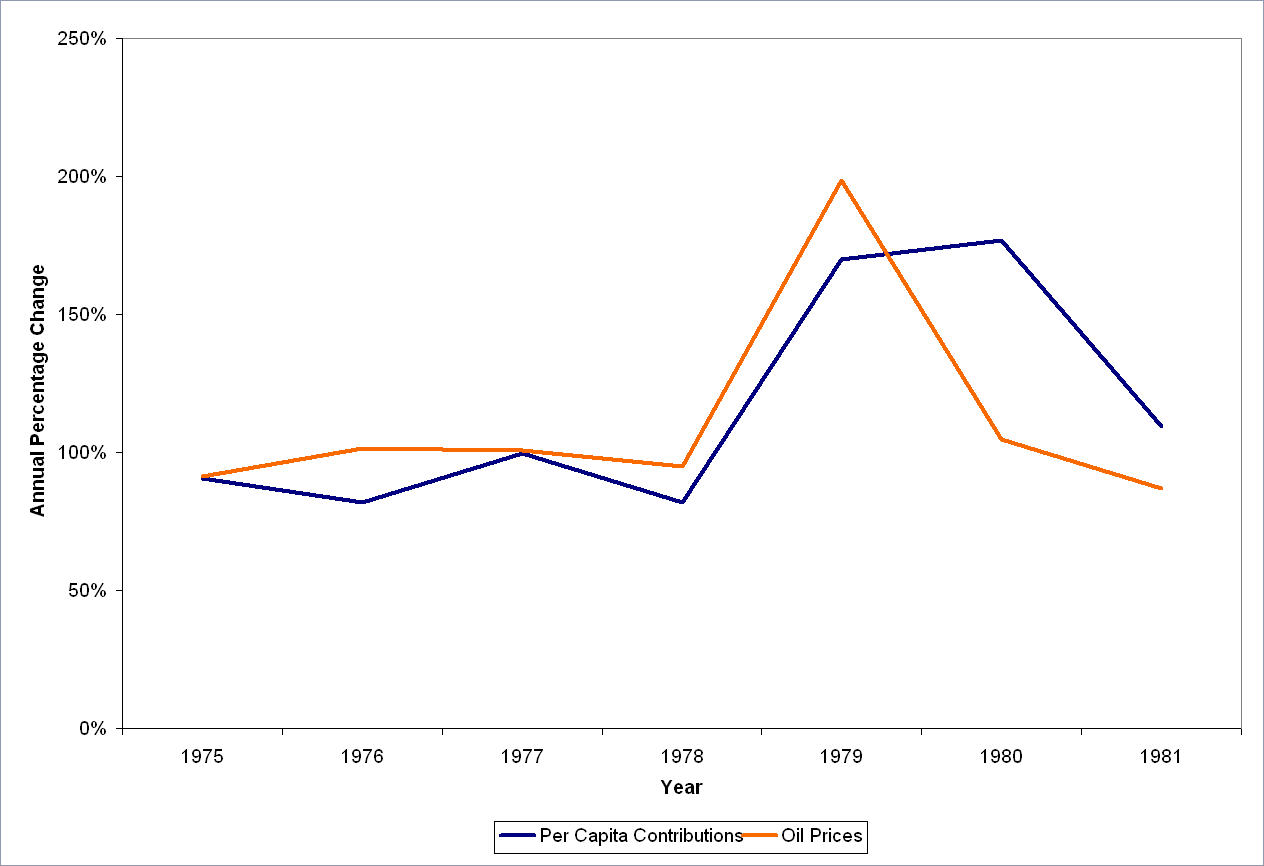
Колебания: цена на нефть и федеральные налоги на душу населения в Альберте в 1975—1981.

### Федеральные налоги на душу населения провинции
В ценах 2004 года при вступлении в действие НЭП (1980 год) федеральные налоги от Альберты на душу населения возросли на 77 % по сравнению с уровнем 1979 года: с 6578 $ в 1979 до 11 641 $ в 1980. В течение пяти лет, предшествовавших НЭП (1975—1979), уровень налогов на душу населения в Альберте примерно соответствовал цене на нефть (см. график Колебания: цена на нефть и федеральные налоги на душу населения в Альберте в 1975—1981). Однако в 1980 очищенная от инфляции средняя цена на нефть была всего лишь на 5 % выше уровня предыдущего года, а налогов от Альберты на душу населения было собрано на 77 % больше (см. график Колебания: цена на нефть и федеральные налоги на душу населения в Альберте в 1975—1981).
В ценах того же 2004 года при окончании НЭП (1986 год) федеральные налоги от Альберты на душу населения сократились до 680 $ и составили около 10 % уровня 1979 года.
За годы НЭП (1980—1986) всего лишь одна другая провинция, кроме Альберты, предоставляла чистые федеральные поступления на душу населения — это Саскачеван, также являющийся производителем нефти. В 1980 и 1981 поступления саскачеванских налогов в федеральный бюджет превысили выплаты из него, а в 1981 был достугнут максимум чистых поступлений: почти 514 $,— притом что в Альберте этот максимум в том же году составил 12 735 $ (оба показателя в ценах 2004 года). Таким образом, в годы действия НЭП с 1980 по 1985 провинция Альберта была, по сути, единственным чистым плательщиком федеральных налогов, тогда как остальные провинции довольствовались положением чистых получателей выплат.

### Цены на жилые здания и помещения в Северной Америке
Как говорится в отчёте Филлипса, Хейгера и Норта, Управление федерального жилищного надзора США (УФЖН) сообщило, что с 1980 по 1985 (в годы НЭП) цены на любое недвижимое имущество упали на 10—15 %. В том же отчёте представлена информация от Канадской ассоциации недвижимого имущества (КАНИ), согласно которой за эти годы (1980—1985) большинство восточно-канадских рынков упали на 10—15 %, а торонтский рынок остался относительно устойчив. Архивные данные КАНИ свидетельствуют о падении цен с 1980 по 1985 гг. уже на 20 % в Ванкувере, Саскатуне и Виннипеге, а в нефтяных экономиках Эдмонтона и Калгари спад составил 40 %, хотя в эти годы цены на нефть по-прежнему оставались рекордно высокими (см. график Долгосрочные цены на нефть, 1861—2007).

### Банкротства в Канаде
По данным государственной статистики, за период с 1980 по 1985 общее число банкротств на 1000 фирм в Канаде на 50 % превышало уровень 1980 года. За тот же период уровень банкротств в экономике Альберты вырос на 150 % от показателя до начала действия НЭП, хотя в те годы цены на нефть били все рекорды (см. график Долгосрочные цены на нефть, 1861—2007).

## Долгосрочные последствия НЭП
С присоединением Канады в 1993 году к договору НАФТА, ограничивающему вмешательство государства в процесс регулирования, всё более важную роль в энергетическом секторе стали играть рыночные отношения. Вопрос о приоритете канадских компаний в энергетике постепенно сходил на нет, канадский энергетический рынок все более интегрировался в американский. В 2001 году для развития взаимоотношений в сфере энергетики между странами НАФТА была создана Рабочая группа по вопросам энергетики Северной Америки (The North American Energy Working Group). Целью создания организации стала координация совместных усилий по разработке и проведению внутренней и внешней энергетической политики, по вопросам производства, распределения, развития и транспортировки энергоресурсов в странах-членах организации. В компетенцию группы входят вопросы, касающиеся всех отраслей энергетики, вплоть до научных исследований в сфере энергетики. Государство и провинции перестали играть роль в формировании цен на энергоносители — цены, как и доходы государства, стали зависеть от ситуации на мировом энергетическом рынке.